# Cheesecake
La cheesecake (letteralmente "torta al formaggio" in inglese) è un dolce freddo composto da una base di pasta biscotto su cui poggia un alto strato di crema di formaggio fresco, zuccherato e trattato con altri ingredienti.
La base è solitamente costituita da biscotti sbriciolati e poi reimpastati con l'aggiunta di tuorlo d'uovo o burro, oppure da biscotti inumiditi di caffè, sciroppo o liquore; può essere fatta di pan di Spagna o pasta frolla. Per la crema si usano formaggi freschi molto morbidi, formaggi spalmabili (come il mascarpone), o anche, per la sua consistenza, la ricotta. La ricetta è spesso arricchita con l'aggiunta di frutta fresca, frutta candita, frutta secca, marmellata o cioccolato sulla parte superiore della torta.

## Storia

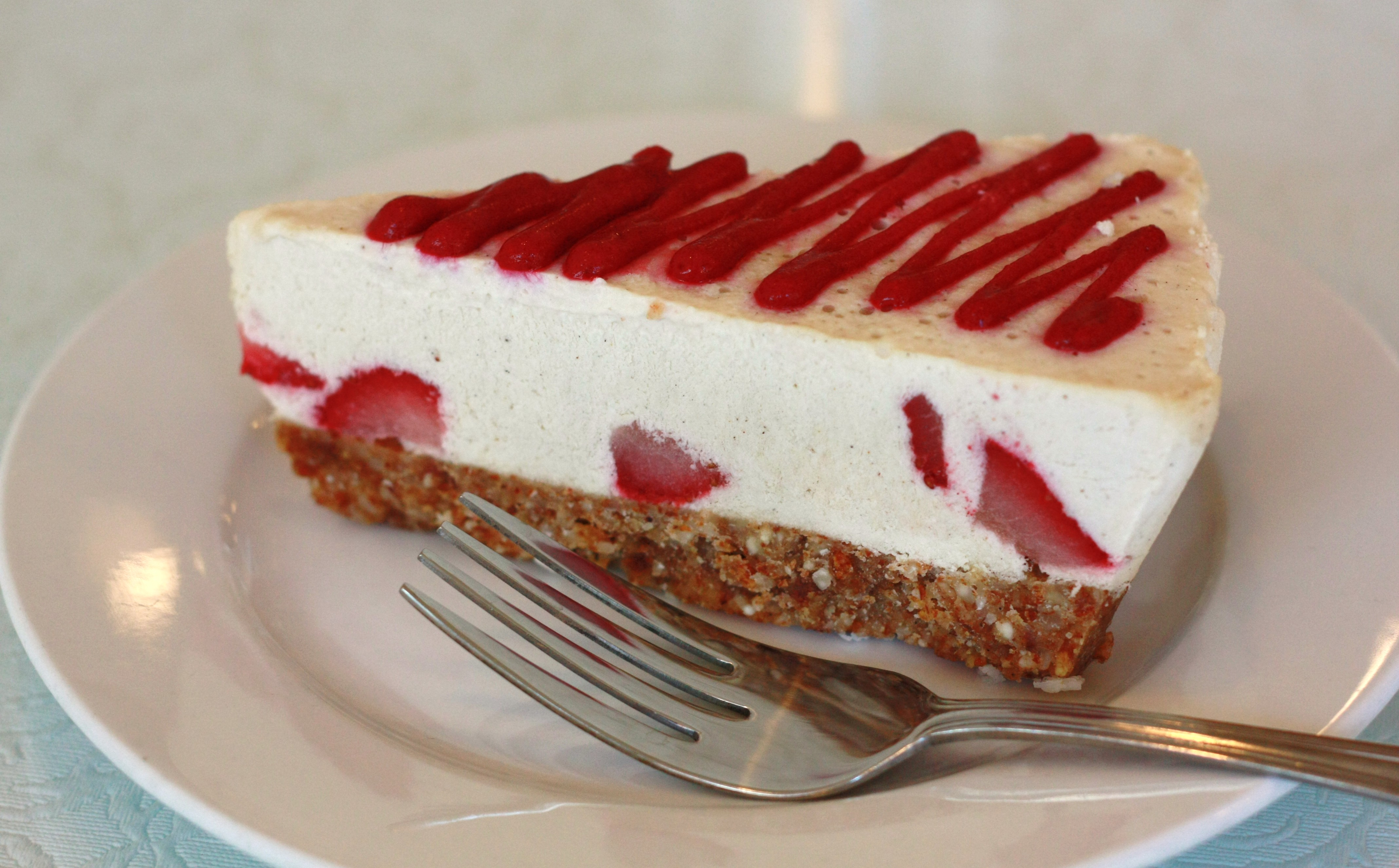
Cheesecake vegana alle fragole

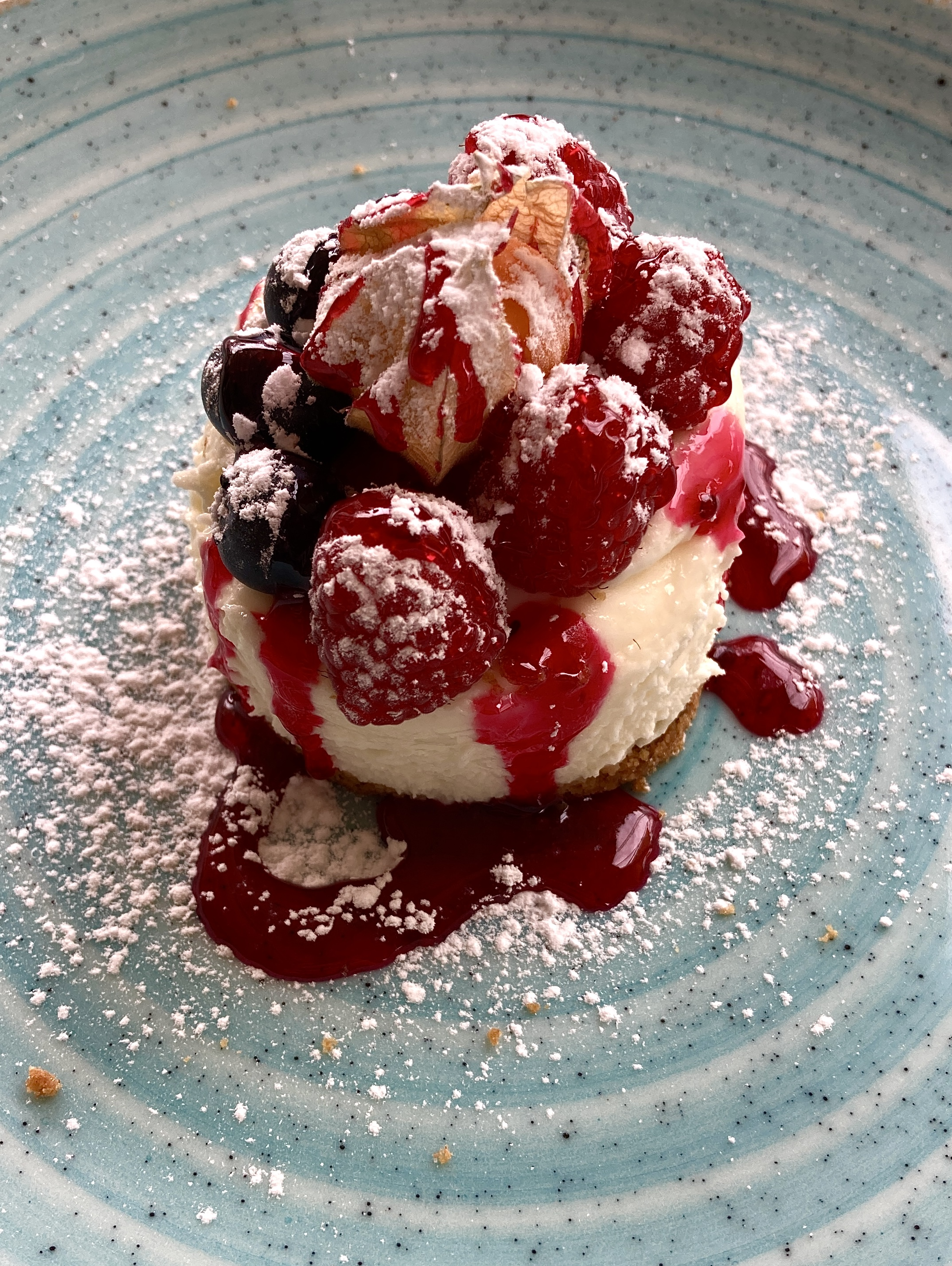
Mini cheesecake ai frutti di bosco

Il primo riferimento letterario, secondo Callimaco, è da attribuirsi a Egimio, autore di un testo sull'arte di fare torte al formaggio, il plakuntopoiikón sýngramma (πλακουντοποιικόν σύγγραμμα). Catone il censore nel De agri cultura (del II secolo a.C.) cita la placenta, un dolce realizzato con due dischi di pasta condita con formaggio e miele e aromatizzata con foglie di alloro. Savillum è un altro piatto romano menzionato da Catone il censore che è simile alla moderna cheesecake, fatto con formaggio, miele, farina e semi di papavero. Secondo gli storici, nel 776 a.C., nell'isola di Delo, in Grecia, agli atleti che partecipavano ai primi giochi olimpici veniva servito un dolce a base di formaggio di pecora e miele. La ricetta si ritrova anche nella Cucina dell'antica Roma.

## Varianti nazionali
Il dolce al formaggio può essere principalmente di due tipi: cotto e crudo. Nelle diverse nazioni in cui la torta è diffusa ne esistono numerose varianti. 

### Sudafrica

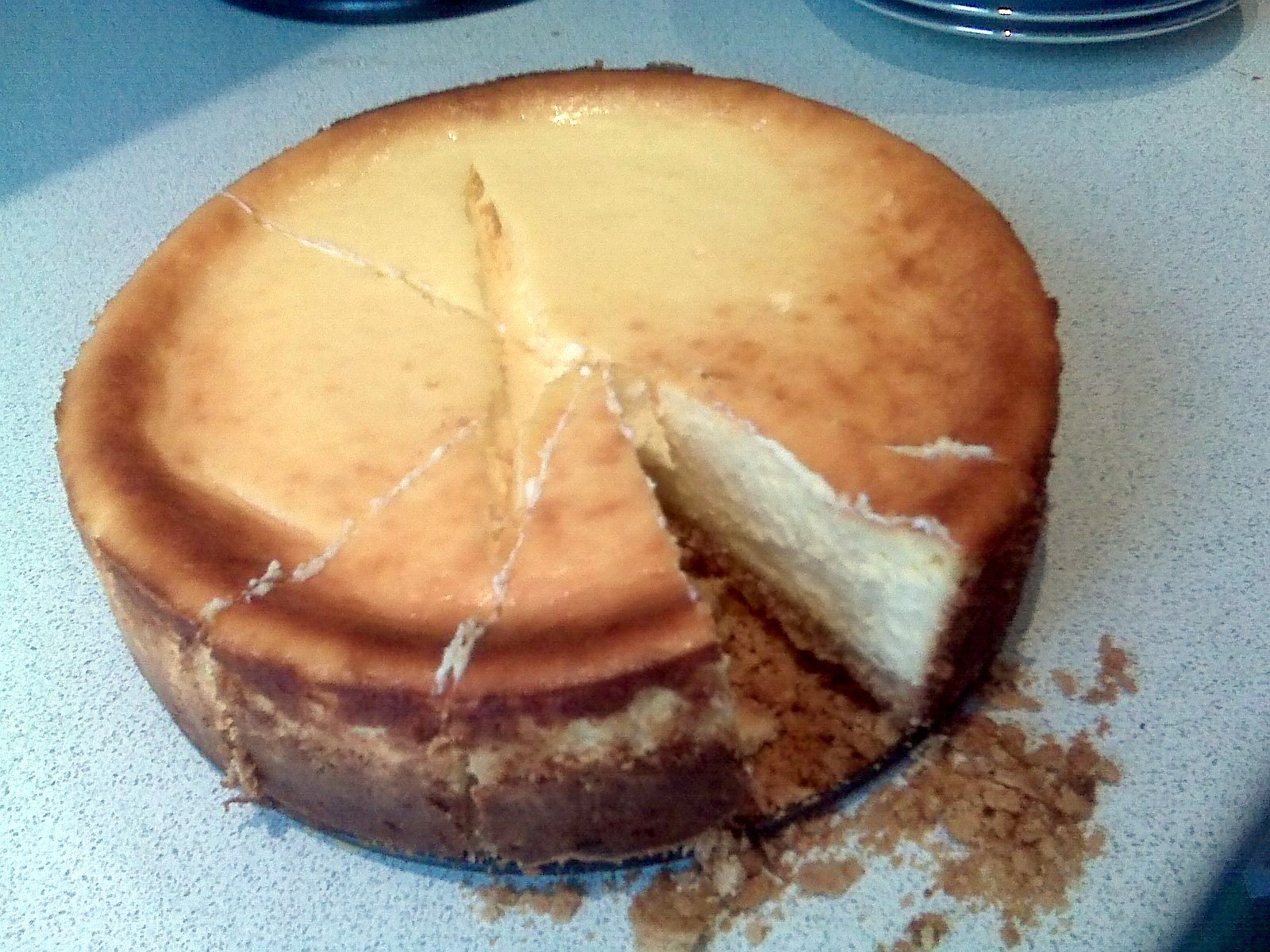
Cheesecake all'acqua di rose sudafricana

Il Sudafrica ha diversi tipi di cheesecake. Una variante popolare è fatta con panna montata, crema di formaggio, gelatina per compattare e una base di biscotti Digestive imburrati. Non è cotta e talvolta è fatta con l'Amarula. Questa varietà è molto simile alla cheesecake britannica ed è diffusa nelle comunità britanniche sudafricane.

### Stati Uniti

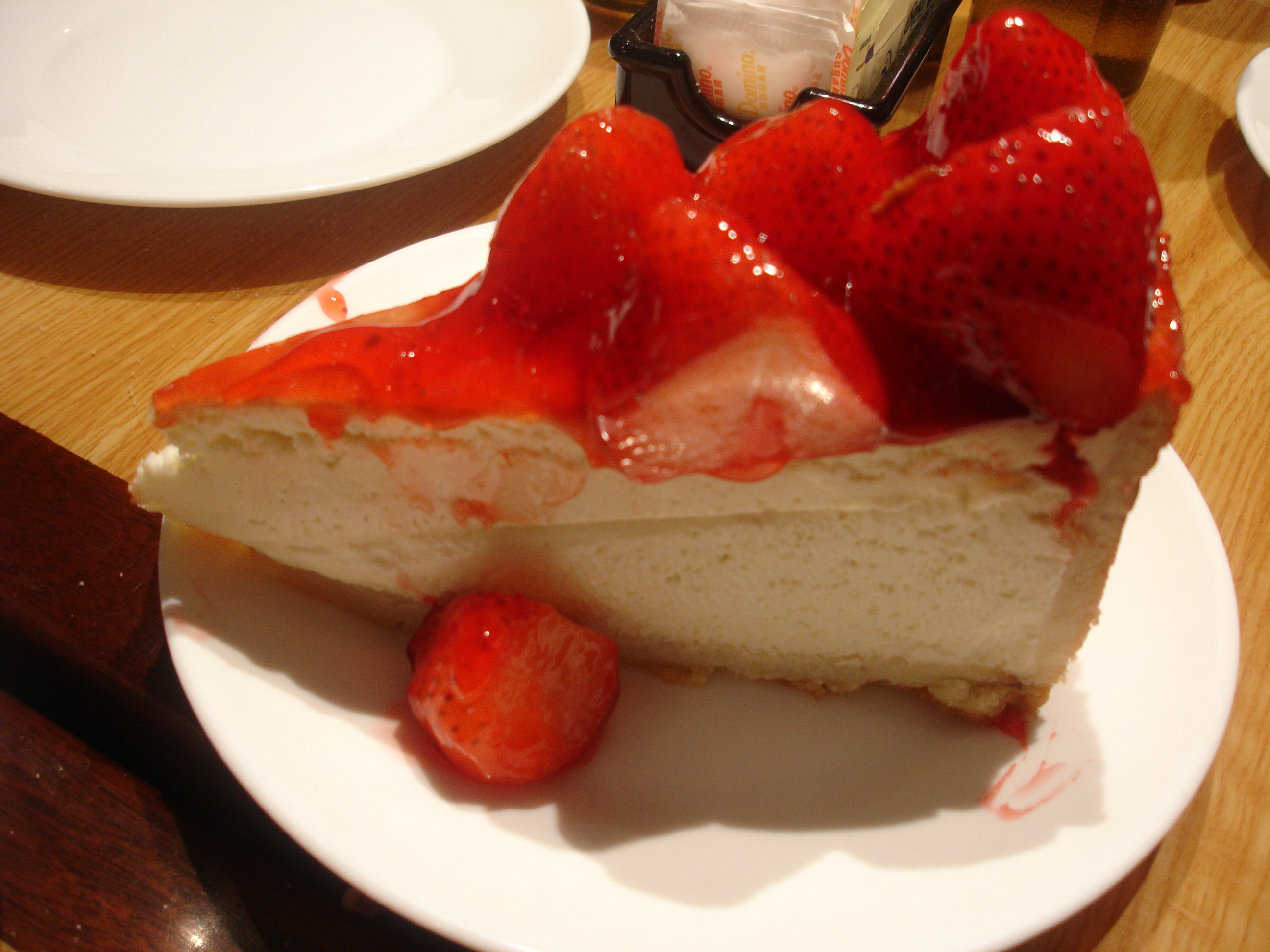
NY cheesecake alle fragole

Gli Stati Uniti hanno diverse ricette a seconda della regione e cultura. Prevale in genere la versione cotta. 
La NY cheesecake prevede una crema di formaggio, panna o panna acida. È ricca e ha una consistenza densa, liscia e cremosa. La panna acida la rende più resistente al congelamento, ed è il metodo con cui viene prodotta la maggior parte delle cheesecake surgelate. Una variante sontuosa utilizza la panna acida come topping, applicata quando la cheesecake è fredda.
La cheesecake di Chicago è una versione cotta a base di formaggio cremoso, soda all'esterno con una consistenza morbida e cremosa all'interno. Queste torte di formaggio sono spesso fatte in una tortiera unta e sono relativamente soffici. La base è generalmente fatta di pasta frolla frantumata e mescolata con zucchero e burro. Alcune cheesecake surgelate sono prodotte alla maniera di Chicago.

### Asia
Le cheesecake asiatiche includono tè matcha, litchi e mango. Hanno un sapore poco marcato e talvolta sono leggere e spugnose. Rispetto ai suoi omologhi, la cheesecake asiatica è anche molto meno dolce.

#### Giappone

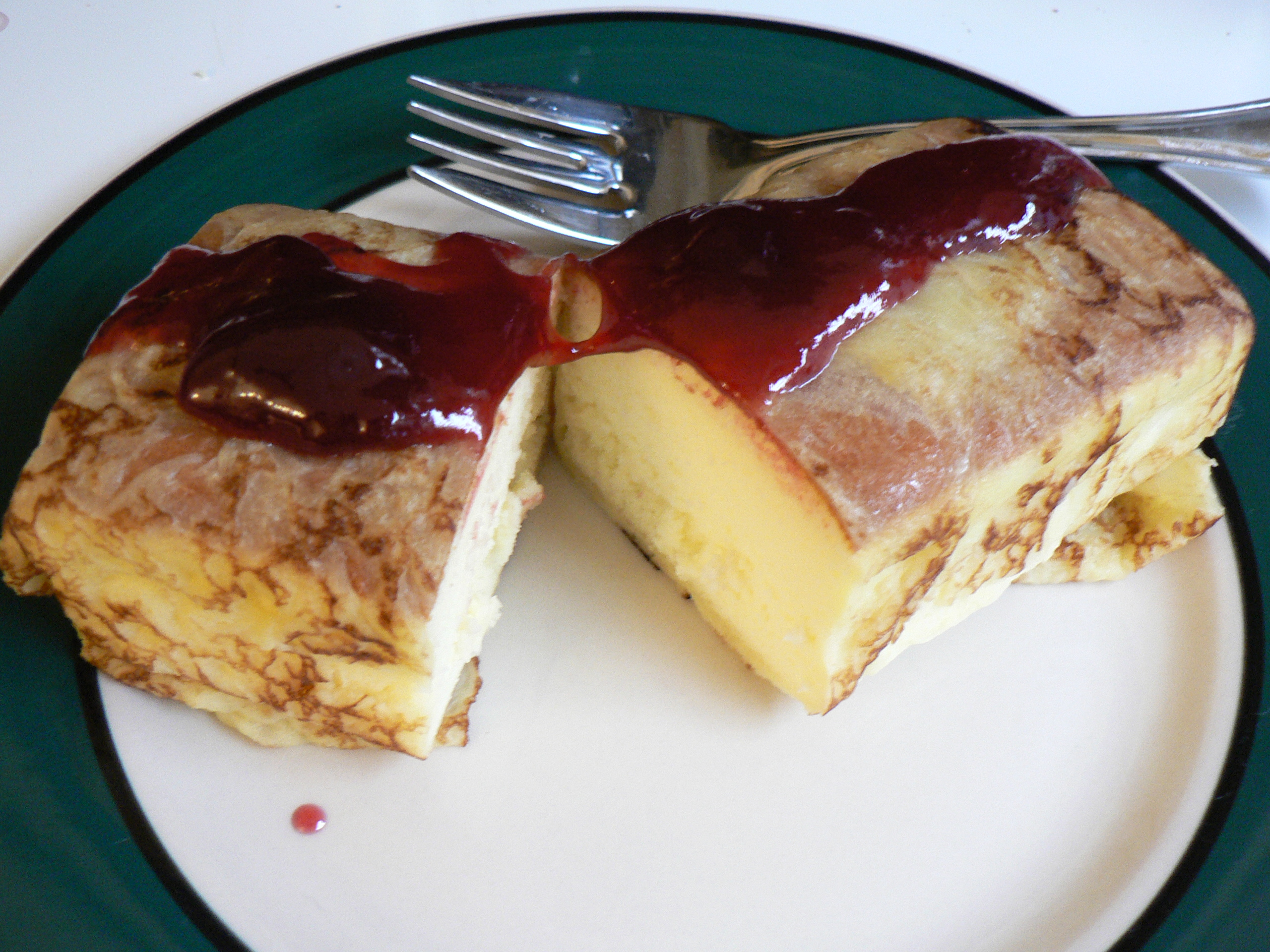
Cheesecake giapponese con confettura di lamponi

La cheesecake giapponese si basa sull'emulsificazione di amido di mais, uova e formaggio per ottenere una consistenza liscia simile a un flan.

#### Filippine

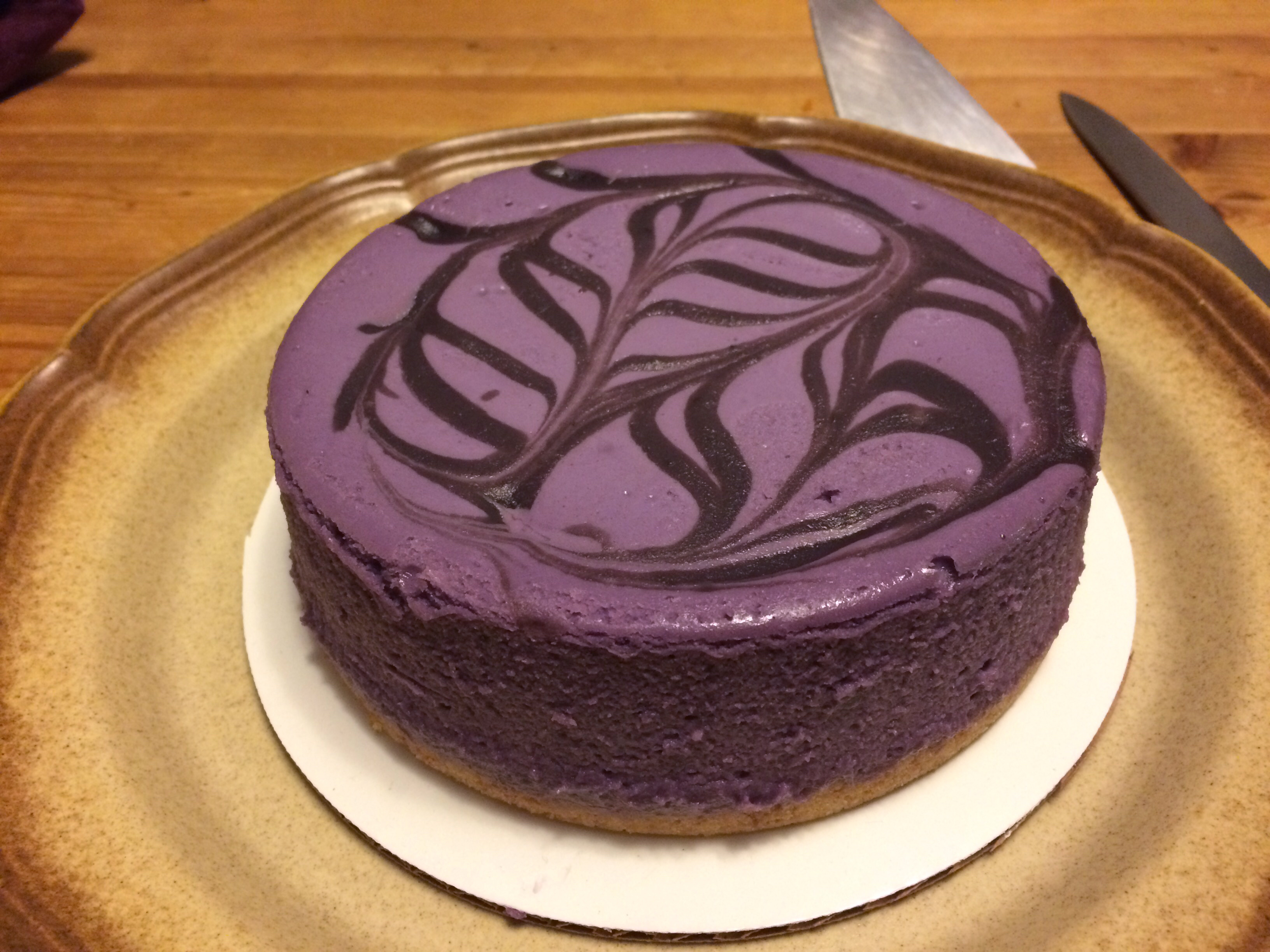
Ube cheesecake

La versione più famosa della cheesecake nelle Filippine è l'ube cheesecake. È fatta con una base di Cracker Graham sbriciolati, una crema di formaggio e ube halaya (purea di igname viola con latte, zucchero e burro). Può essere preparata al forno o semplicemente refrigerata. Come altri dessert filippini a base di igname, ha il caratteristico colore viola.

#### India

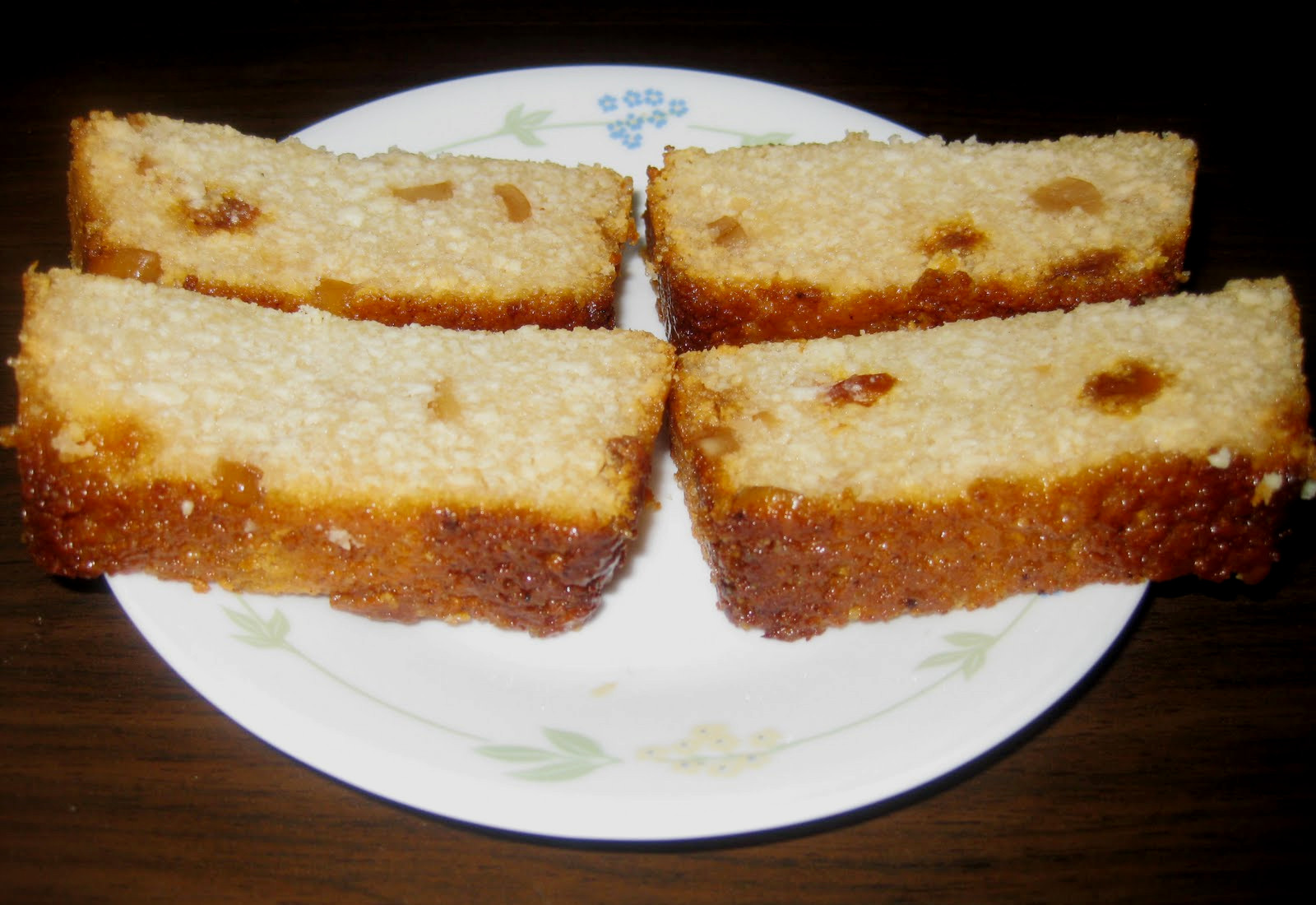
Chhena poda

Lo stato indiano di Orissa è noto per la chhena poda, una cheesecake prodotta cuocendo una miscela di chhena (formaggio simile alla ricotta), zucchero e noci.

### Europa

#### Belgio e Paesi Bassi

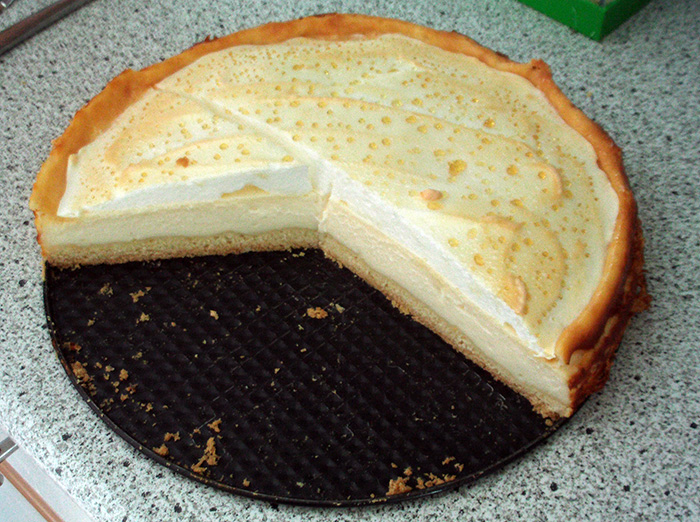
Quarktorte meringata

La torta al formaggio in stile olandese/belga (olandese kwarktaart, belgo plattekaastaart) sono tipicamente aromatizzate con frutta o cioccolato fuso, sono generalmente fatte col quark (kwark) e non sono cotte. La plattekaastaart belga comprende anche una base di speculaas, tradizionali biscotti del Nord Europa.

#### Bulgaria
La cheesecake bulgara utilizza crema di formaggio in stile newyorkese e smetana per il topping. Alla base vengono spesso aggiunte le arachidi. 

#### Francia

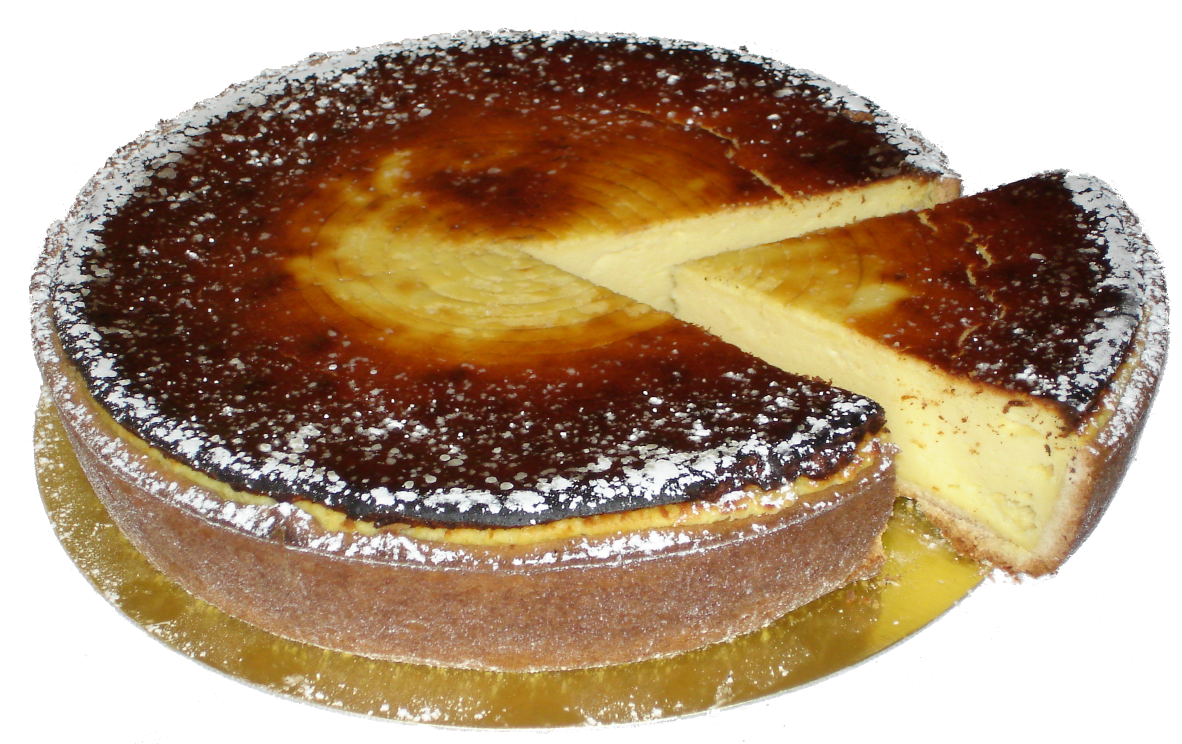
Tarte au fromage blanc

In Francia, il gâteau au fromage è molto leggero, viene preparato freddo e in genere è alto solo 3-5 cm. Questa varietà prende la sua consistenza leggera e il sapore dal formaggio Neufchâtel.

#### Germania

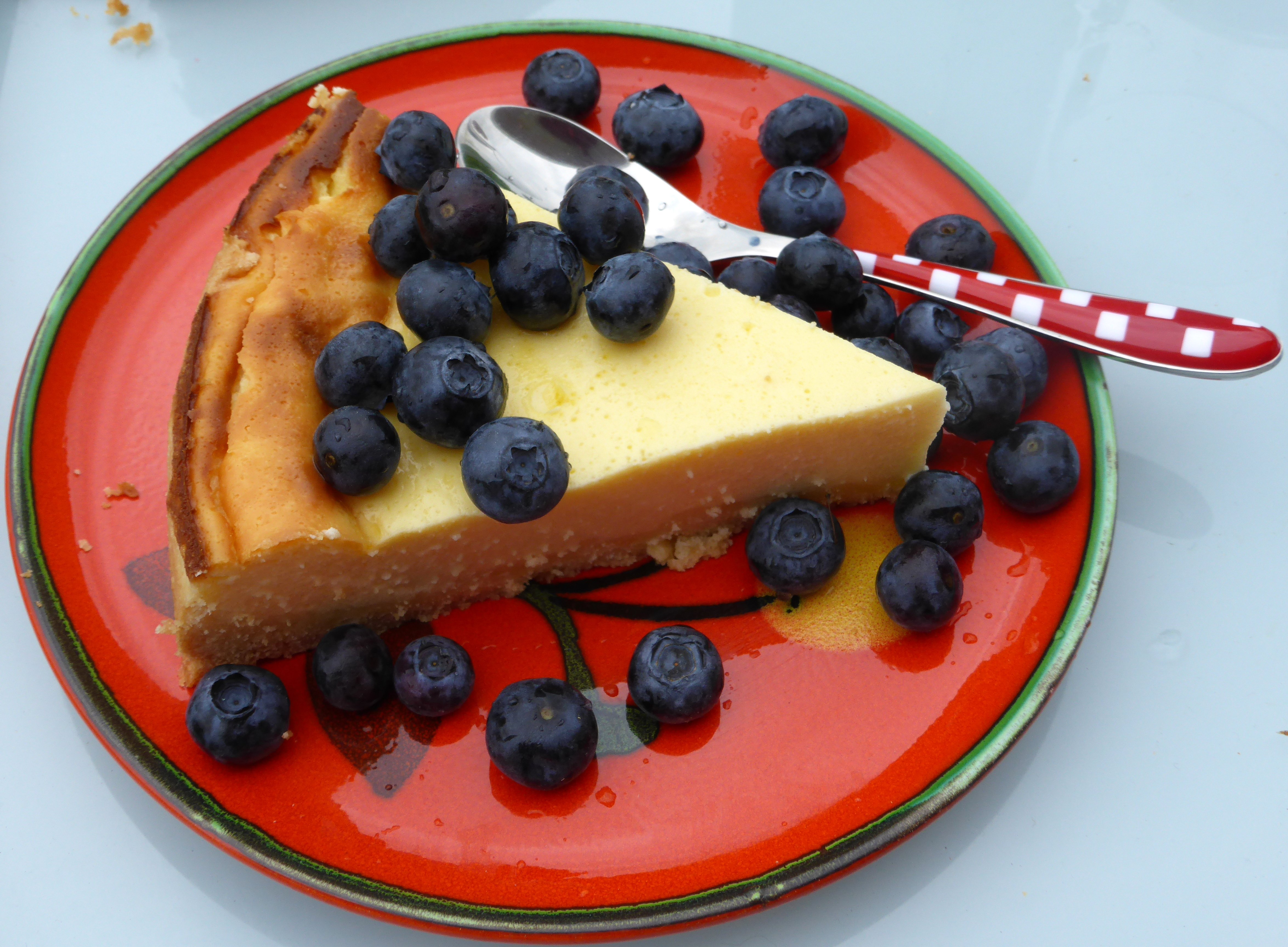
Käsekuchen con mirtilli

La cheesecake tedesca (Käsekuchen, Quarkkuchen o Matzkuchen; Käsewähe in Svizzera; Topfenkuchen in Austria) prevede il quark (formaggio fresco dalla consistenza simile alla ricotta) e la pasta frolla appena fatta, non i biscotti sbriciolati. La Käsesahnetorte (crostata con crema di formaggio) aggiunge la panna e non è cotta. Questa ricetta viene talvolta fatta con la ricotta a base di caglio, ma alcuni utilizzano formaggio quark a base di latte acido.

#### Grecia

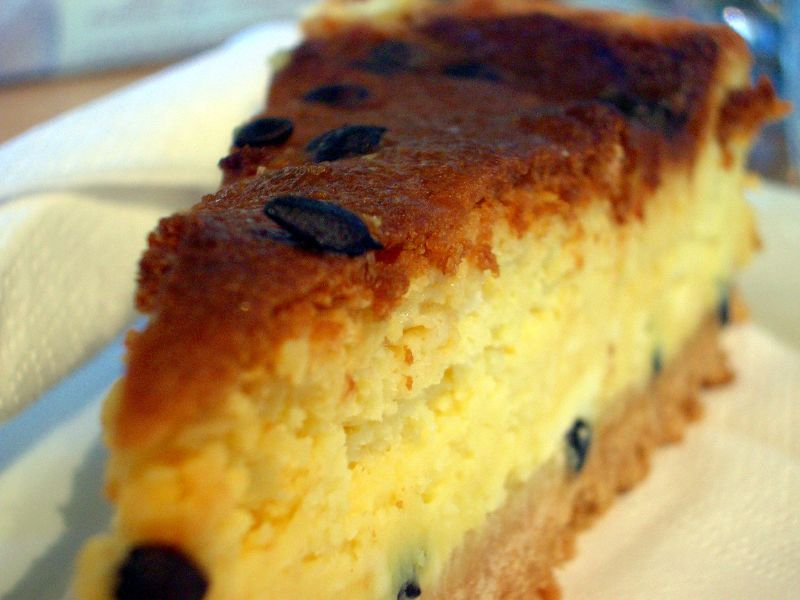
Mizithropita

In Grecia la torta al formaggio si fa fin dall'antichità. Ora è prodotta tradizionalmente con la mizithra. Esistono molte varianti regionali della mizithropita.

#### Italia
Nell'antica Roma si preparava una torta a base di miele e ricotta insieme alla farina, tradizionalmente modellata in pagnotte. Alcune ricette prevedevano foglie di alloro, che probabilmente agivano da conservante. Le cheesecake italiane utilizzano ricotta o mascarpone, zucchero, estratto di vaniglia e talvolta fiocchi d'orzo. Queste varietà sono in genere più asciutte rispetto a quelle americane. Talvolta vengono aggiunti pezzettini di frutta candita.
La torta al formaggio della cucina sarda contiene farina di frumento, uova, pecorino, zucchero semolato, strutto, e zafferano. Dopo essere stata sfornato, il dolce viene rivestito di zucchero a velo.

#### Polonia

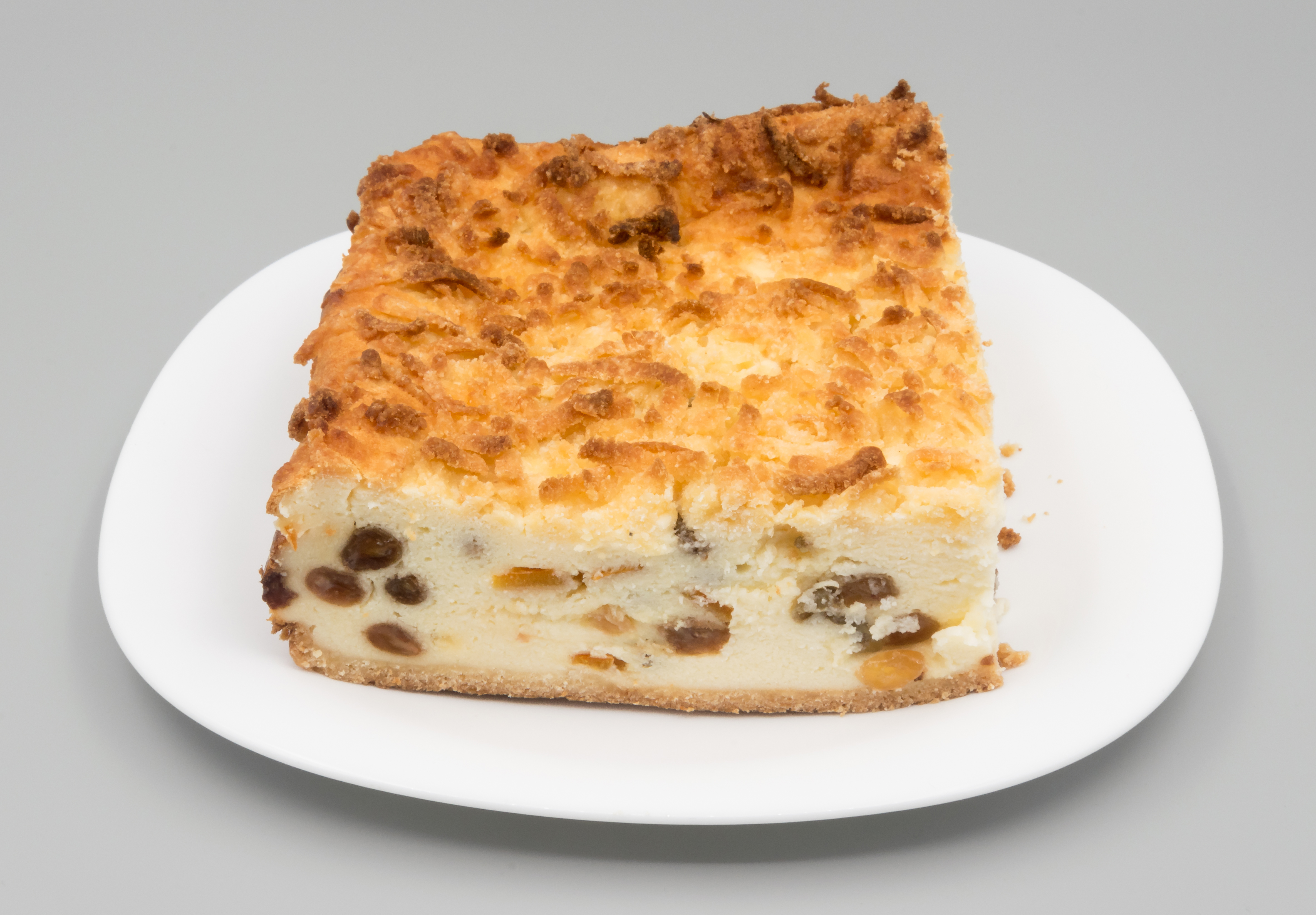
Sernik

Il sernik (cheesecake), uno dei dessert più popolari in Polonia, viene prodotto principalmente col twaróg, il quark polacco.

#### Portogallo
La queijada, pasticcino portoghese, è strettamente imparentata con la cheesecake, anche se di dimensioni più ridotte e preparata con requeijão, un formaggio portoghese.

#### Regno Unito e Irlanda
Nel Regno Unito e in Irlanda la cheesecake è tipicamente preparata con una base di biscotti sbriciolati e imburrati ed è spesso guarnita con una composta di frutta. Le varietà più commercializzate sono amarena, ribes nero, fragola, frutto della passione, lampone e lemon curd. Solitamente il ripieno è una miscela di crema di formaggio, zucchero e panna, e non è cotta ma refrigerata. La gelatina (di solito alla frutta) può anche essere miscelata con la crema per mantenere il ripieno solido. Le variazioni includono aromi di banoffee, caffè, tè, cioccolato, crema irlandese, cioccolato bianco e marshmallow. In Scozia viene prodotta anche la cheesecake salata al salmone affumicato.

#### Russia

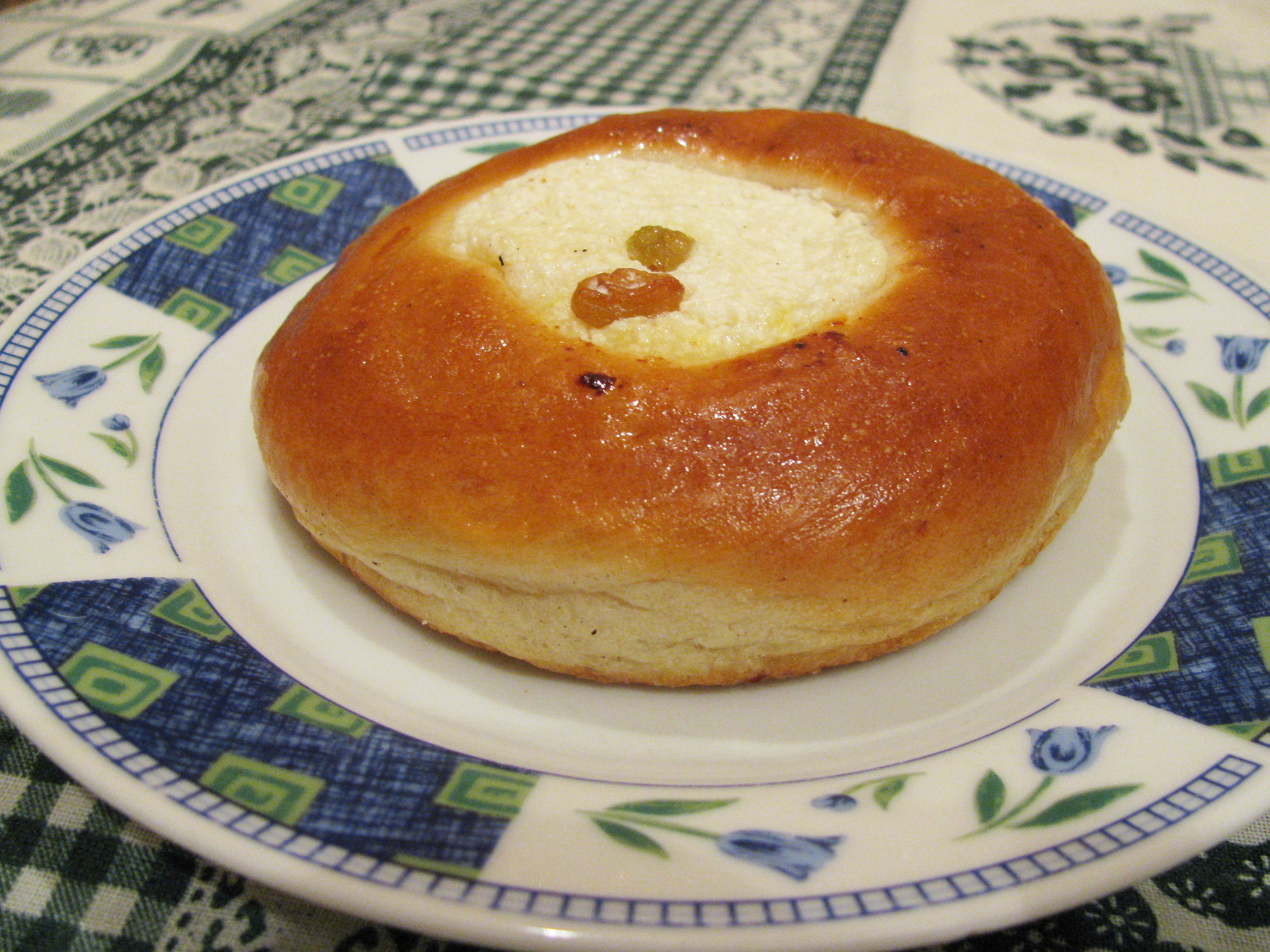
Vatrushka

I dolci tipicamente russi hanno una somiglianza con la cheesecake piuttosto lontana. La vatruška è una ciambella di pasta lievitata riempita con tvorog con l'aggiunta di uova e talvolta di panna acida. La tvorožnaja zapekanka è cotta al forno. È uno sformato senza crosta in cui si mescolano tvorog (quark russo), uova e semola; può essere aggiunta l'uvetta. Entrambi sono consumati volentieri nelle scuole russe.
Alla tradizionale vatruška è ispirata quella che, invece, può essere considerata una cheesecake a tutti gli effetti, cotta al forno: la vatruška reale (koroleskaja vatruška). Il ripieno sempre a base di tvorog, uova e zucchero. La base è fatta di farina, burro freddo e zucchero uniti rapidamente in modo da formare briciole. Della stessa miscela il ripieno viene poi cosparso anche sopra.

#### Svezia

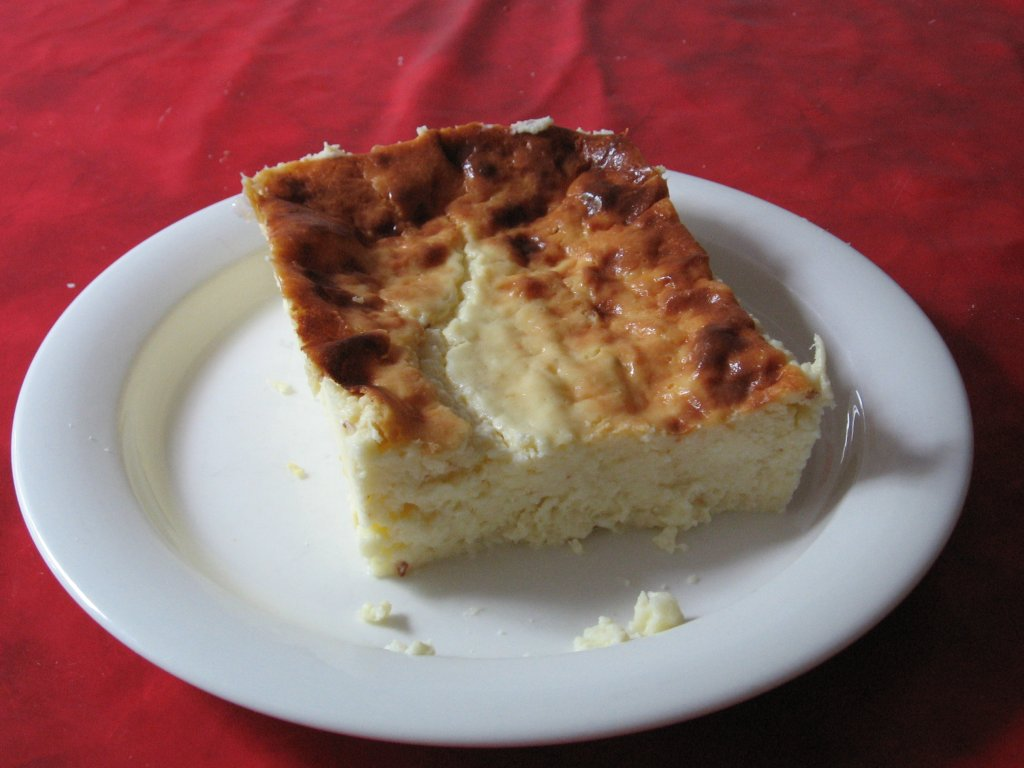
Ostkaka

La cheesecake svedese (ostkaka) differisce notevolmente dalle altre. Non è a strati e viene tradizionalmente prodotta aggiungendo caglio al latte e lasciando coagulare la caseina. Viene quindi cotta in forno e servita tiepida. Poiché il processo di cagliatura è alquanto complicato, le ricette alternative destinate alla cucina casalinga usano invece la ricotta come base per simulare la stessa consistenza. Di solito è servita con marmellata e panna montata. Esistono diversi tipi regionali di ostkaka.

### Oceania

#### Australia
Le cheesecake australiane sono per lo più fredde. Solitamente sono al frutto della passione, cioccolato, lampone, limone, caramello o vaniglia.

## Usi culinari e difficoltà
Quasi tutti i "cheesecake" moderni negli Stati Uniti prevedono l'uso di crema di formaggio; in Italia invece viene adoperata la ricotta, mentre in Germania e Polonia si usa il formaggio Quark. In genere i cheesecake sono cotti in tortiere.
Il tipo di formaggio influenza non solo la consistenza e il gusto, ma anche la capacità di integrare alcuni sapori dei componenti. Quando la crema è troppo liquida, la struttura della torta regge con difficoltà. Un modo efficace per aggirare il problema è utilizzare la gelatina oppure l'amido di mais.
La variante cotta del cheesecake con la ricotta presenta un problema molto diffuso: la tendenza della crema a rompersi una volta raffreddatasi la torta. Ciò è dovuto alla coagulazione delle uova sbattute nella crema. Ci sono vari metodi per evitarlo: uno è quello di cuocere la torta in acqua calda per garantire anche il riscaldamento; un secondo metodo prevede la miscelazione di un po' d'amido di mais nella crema. Un terzo consiglia la cottura del cheesecake a una temperatura inferiore e lento raffreddamento in forno spento, con la porta socchiusa. Se questo non riesce a garantire la compattezza della torta, una pratica comune è quella di coprire la parte superiore del cheesecake con condimenti come la frutta, panna montata o briciole di biscotto.
Un altro problema comune del cheesecake, in particolare della variante che comporta l'utilizzo della ricotta al forno, è che la base di biscotto diventa troppo morbida. Per evitarlo, si sostituiscono un quarto dei biscotti sbriciolati con uva e noci.

## Varianti
La famosa red velvet cheesecake ha un caratteristico pan di spagna di colore rosso e si prepara usando la crema di formaggio.
Molti ricettari e siti Internet insegnano a preparare le pesche ripiene con gli ingredienti tipici della cheesecake. Esistono diverse varianti del dolce.